# André Desvages
André Jules Léon Desvages (ur. 12 marca 1944 w Graye-sur-Mer, zm. 2 czerwca 2018 w Tours) – francuski kolarz szosowy, brązowy medalista mistrzostw świata.

## Kariera
Największy sukces w karierze André Desvages osiągnął w 1965 roku, kiedy wspólnie z Gérardem Swertvaegerem, Henrim Heintzem i Claude’em Lechatellierem zdobył brązowy medal w drużynowej jeździe na czas na mistrzostwach świata w San Sebastián. Był to jednak jedyny medal wywalczony przez niego na międzynarodowej imprezie tej rangi. W tej samej konkurencji Francuzi z Desvagesem w składzie zajęli też szóste miejsce na rozgrywanych rok wcześniej mistrzostwach świata w Sallanches. W 1964 roku wynik ten Francuzi powtórzyli na igrzyskach olimpijskich w Tokio. Ponadto w 1965 roku wygrał wyścig Paryż-Troyes, w latach 1965 i 1966 wygrywał po jednym etapie Wyścigu Pokoju, a w 1967 roku wygrał dwa etapy wyścigu Paryż-Nicea. W 1968 roku wygrał także jeden etap Tour de France, ale całego wyścigu nie ukończył. Jako zawodowiec startował w latach 1967-1970.